# Hermandad de los Javieres (Sevilla)
La Hermandad de los Javieres es una cofradía de Sevilla, Andalucía, España. Procesiona en Semana Santa. Su nombre completo es Hermandad y Cofradía de Nazarenos del Santísimo Cristo de las Almas, María Santísima de Gracia y Amparo, María Inmaculada y San Francisco Javier.

## Historia
Se funda en 1945 en la iglesia del Sagrado Corazón perteneciente a la Compañía de Jesús, aprobándose las reglas de la hermandad el día 21 de junio de 1955. Estando entonces constituida en su mayor parte por miembros de la Congregación Mariana de Sevilla «los Javieres», que fundara el sacerdote José Luis Díez Oneill y que, encarga las imágenes del Santísimo Cristo de las Almas y María Santísima de Gracia y Amparo. Por esa razón la hermandad está agregada a la Prima Primaria de Roma. A partir del día 2 de febrero de 1948 pasó a ser director espiritual de los Javieres el jesuita Manuel Trenas López, quien muy pronto comenzó a destacarse por su labor social de ayuda a los pobres, llegando a fundar y dirigir la Ciudad de los Muchachos, un internado para niños pobres, huérfanos y desfavorecidos. La hermandad hace por primera vez Estación de Penitencia a la Santa Iglesia Catedral de Sevilla en 1957, procesionando sólo el Cristo de las Almas en su paso. En 1969 la Virgen de Gracia y Amparo lo hará también hasta el año 1979 a los pies del Señor. La hermandad se traslada a la iglesia parroquial de Omnium Sanctorum en 1977 y en 1980 la Virgen sale por primera vez en su paso de palio. Entre 1993 y 1996 la hermandad trasladó su sede a la iglesia de Santa Marina por obras en Omnium Sanctorum.
Fue la primera hermandad de penitencia de Sevilla en llevar nazarenas entre sus filas, ya que lo hacen desde 1986. Igualmente, también se caracteriza por ser la primera y única (hasta la fecha, 2023) hermandad de penitencia que nombró a una mujer hermana mayor. Tal honor recayó en la hermana Maruja Vilches (2012-2017). En 2002 fue invitado por la hermandad el Departamento de Bomberos de Nueva York, viniendo su capitán y dos números para en la tarde del Martes Santo (27 de marzo de 2002) hacer estación de penitencia con su uniforme de gala presidiendo el paso de la Virgen de Gracia y Amparo para rendir homenaje a las víctimas del atentado terrorista del 11 de septiembre de 2001.
En 2023, el Santísimo Cristo de las Almas ha sido designado por el Consejo General de Hermandades y Cofradías de la Ciudad de Sevilla, para presidir el Vía Crucis de la ciudad en la Santa Iglesia Catedral.

## Cristo de las Almas

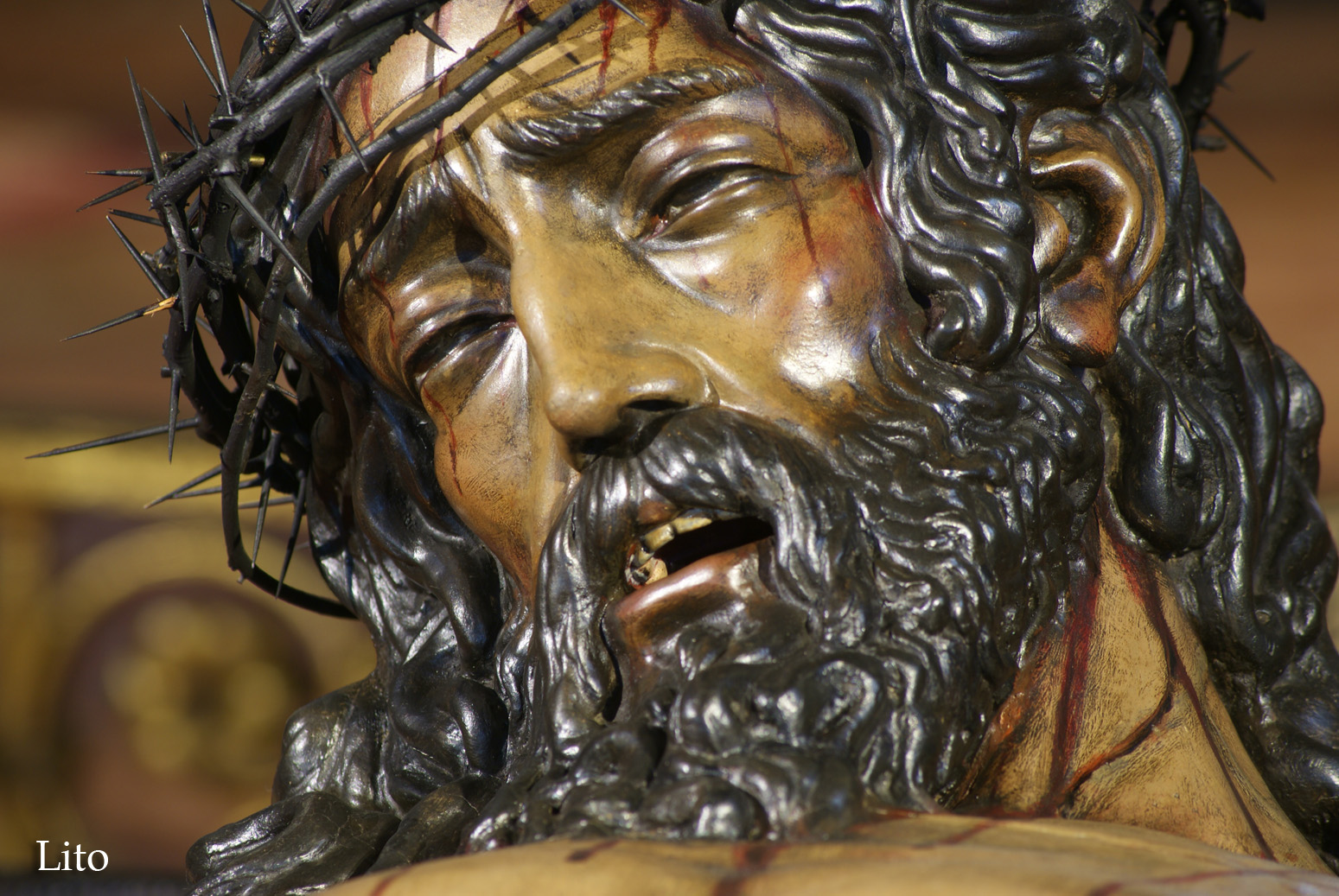
Santísimo Cristo de las Almas

En el primer paso se representa a Cristo muerto en la Cruz. En el de palio se muestra a la Virgen dolorosa bajo palio a la que, acompaña la imagen de San Juan desde 2015.
La imagen de Cristo fue tallada en 1945 y bendecida 1947 por el imaginero gaditano José Pires Azcárraga y restaurado en 1956, en 1991 y en 1998.
El paso de Cristo es de estilo neobarroco, dorado, iluminado con candelabros de guardabrisas. Tallado con miniaturas y ángeles, en 1957. Se restauró en 1998. Lo calzan 34 costaleros y procesiona sin música.

## Virgen de Gracia y Amparo

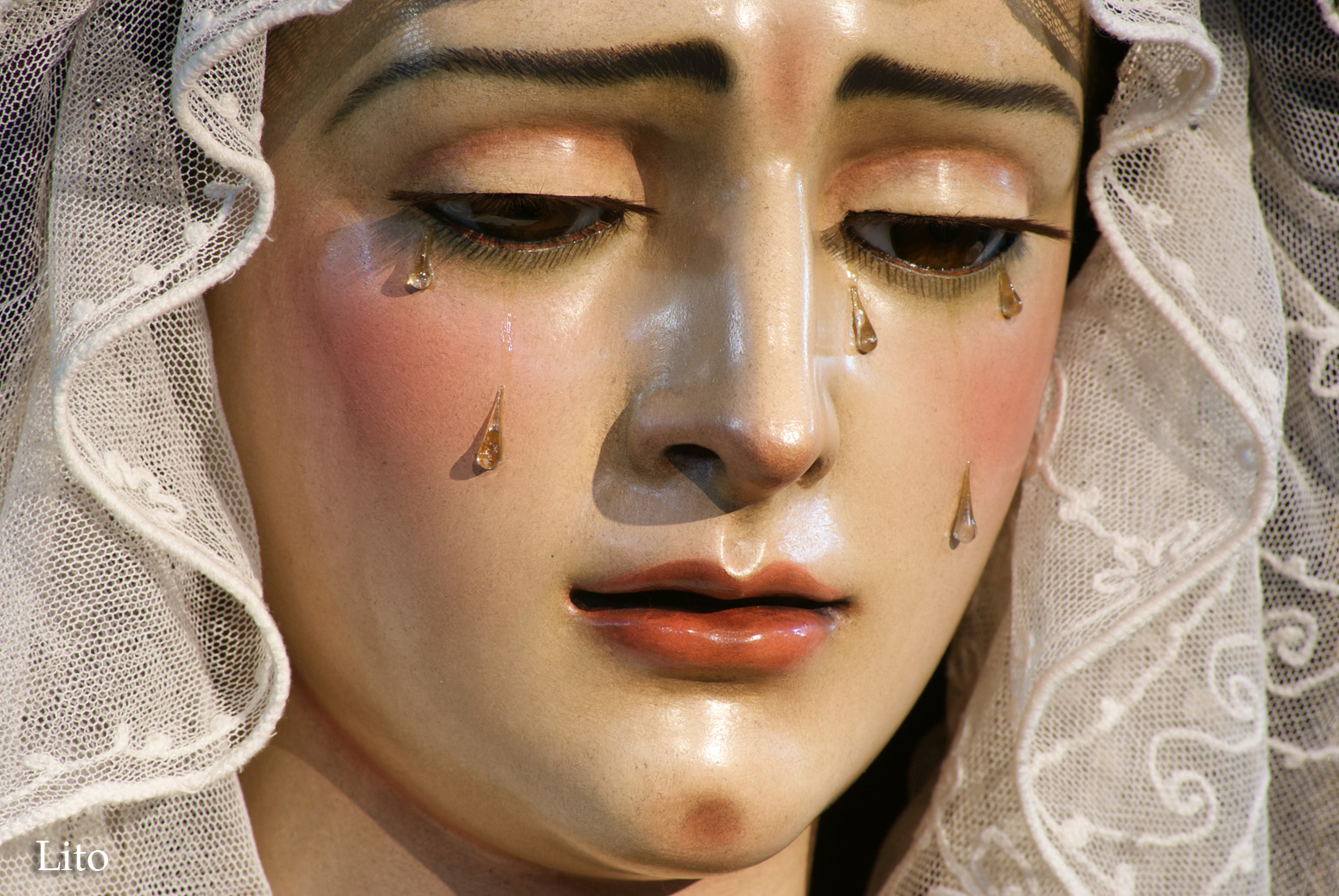
Virgen de Gracia y Amparo

La imagen de la Virgen fue tallada en 1945 por José Fernández Andés y bendecida en 1946, restaurada en 1992 por Manuel Ramos Corona y en 2015 por Esperanza Fernández.
El paso tiene orfebrería plateada siendo el palio de terciopelo burdeos, con apliques de recorte en las bambalinas del taller de Paleteiro, realizadas entre 1989 y 1995, el manto es de terciopelo burdeos bordado en oro, donado en 2005, con motivo del cincuenta aniversario de la fundación de la hermandad y como muestra de reconocimiento y gratitud, por aquellos hermanos que en los años cincuenta fueron rescatados de la miseria por el padre Trenas. La Virgen luce corona de plata dorada hecha en 1993. Su paso de palio lo portan 35 costaleros.
El 4 de marzo de 2020 fue aprobada en Cabildo Extraordinario, la reforma del techo de palio y ejecución de unas nuevas bambalinas bordadas en oro que, en la actualidad (2023), se ejecutan en el taller de Francisco Carrera Iglesias (Paquili), bajo el diseño de Javier Sánchez de los Reyes.

## Sede
Fundada en 1945 en la Iglesia del Sagrado Corazón de Jesús, se traslada a la Real Iglesia Parroquial de Omnium Sanctorum en 1977, de 1993 a 1996 reside en la Iglesia de Santa Marina por obras en Omnium Sanctorum. El 10 de mayo de 2024, debido a las obras en Omnium Sanctorum que duraría hasta diciembre, los titulares son traslados tras una misa parroquial para residir temporalmente y nuevamente en la iglesia de Santa Marina hasta febrero de 2025 cuando los titulares son trasladados devuelta a Omnium Sanctorum. En marzo de ese mismo año la Hermandad aprueba en Cabildo General Extraordinario de Hermanos, con 279 votos a favor, 2 abstenciones y 13 en contra, la vuelta a la Iglesia del Sagrado Corazón y Capilla de los Luises.
|                                                                 |
| Iglesia del Sagrado Corazón de Jesús (1947-1977; 2025-presente) |

|                                                           |
| Iglesia de Omnium Sanctorum (1977-1993; 1996-2024; 2025). |

|                                                |
| Iglesia de Santa Marina (1993-1996; 2024-2025) |

## Música
El paso del Santísimo Cristo de las Almas no lleva música ya que, en las reglas de la hermandad específica que, "sólo será acompañado por el solemne rachear de los pies de sus costaleros.
El paso de María Santísima de Gracia y Amparo es acompañado desde el año 1999 por la Banda Sinfónica Julián Cerdán", de Sanlúcar de Barrameda.

### Marchas dedicadas
- Gracia y Amparo (Gabriel Ríos Amores, 1980)
- Cristo de las Almas (Ignacio Otero Nieto, 1987)
- María Santísima de Gracia y Amparo (Ignacio Otero Nieto, 1989)
- Gracia y Amparo (Abel Moreno Gómez, 1990)
- Amparo de nuestras Almas (Juan Velázquez Sánchez, 1996)
- Llena eres de Gracia (Francisco Javier Alonso Delgado, 2003)
- En tu Gracia está mi Amparo (José Manuel Jódar Marín, 2009)
- Apiádate de mí (José Manuel Jódar Marín, 2012)
- Madre de los Javieres (Rubén Jordán Flores, 2015)
- Alma de los Javieres (Justo Manuel Jiménez Fábregas, 2014)
- Almas (Abel Moreno Gómez, 2022)

## Paso por la carrera oficial
| Predecesor: San Esteban | Orden de entrada en la carrera oficial (Martes Santo) 6º lugar | Sucesor: Los Estudiantes |